# Daniel Prodan
Daniel Claudiu Prodan est un footballeur roumain, né le 23 mars 1972 à Satu Mare et mort le 16 novembre 2016 à Voluntari.

## Palmarès
- Champion de Roumanie : 1993, 1994, 1995, 1996, 1997 avec le Steaua Bucarest.
- Vainqueur de la Coupe de Roumanie : 1992, 1996 avec le Steaua Bucarest.
- Vainqueur de la Supercoupe de Roumanie: 1994, 1995 avec le Steaua Bucarest.